# Self Caught Flight
SCF är en tävlingsgren inom frisbeesporten. Den är en sammanräkning av de två delmomenten MTA och TRC. Man tar helt enkelt en spelares MTA-resultat mätt i sekunder, multiplicerar detta med faktorn 5,5 och lägger sedan till TRC-resultatet mätt i meter.
Exempel: Spelare A gör i MTA 9,2 sekunder och i den efterföljande TRC:n 52,50 meter. A:s SCF-resultat blir då 9,2(s) x 5,5 = 50,6 + 52,50(m) = 103,10 poäng.